# サバンナ (軽巡洋艦)
サバンナ (USS Savannah, CL-42) は、アメリカ海軍の軽巡洋艦。ブルックリン級軽巡洋艦の1隻。艦名はジョージア州サバンナに因む。アメリカ海軍において同名の艦としては4隻目。

## 概要
本艦は、第二次世界大戦において大西洋と地中海の作戦で活躍した。「サバンナ」は中立パトロール（1941年）と、大西洋及びカリブ海での戦時哨戒（1942年）を行い、トーチ作戦（1942年11月）ではフランス領北アフリカへの侵攻を支援した。その後、南米東海岸沖で封鎖突破船捜索に従事し（1943年）、連合軍のシチリア島（ハスキー作戦）とサレルノ（アヴァランチ作戦）への上陸（1943年）を支援した。第5軍を支援中、1943年9月11日にサレルノ沖でドイツ空軍の無線誘導爆弾フリッツXによる空襲を受けて大破し、多数の死傷者を出した。マルタ島での応急修理とフィラデルフィア海軍造船所での本格的な修理が必要となったが、その際に近代化改修を受けて兵装などが更新された。修理後、「サバンナ」は1945年初頭にヤルタ会談に出席するルーズベルト大統領を運ぶ任務部隊に参加した。その後は、練習艦任務やマジック・カーペット作戦に伴う復員兵輸送に従事した。予備役となった後、1960年に解体された。

## 艦歴
「サバンナ」は1934年5月31日に、ニュージャージー州カムデンのニューヨーク造船所で起工した。1937年5月8日にジェーン・メイ・ボウデン（ジョージア州選出上院議員リチャード・ラッセル・ジュニアの姪）によって命名、進水した。1938年3月10日にフィラデルフィア海軍造船所で初代艦長ロバート・C・ギッフェン大佐の指揮下で就役した。

### 戦間期
キューバとハイチへの整調巡航後、「サバンナ」は6月3日にフィラデルフィアへ帰還して改修作業を行い、その後メイン州ロックランド沖で最終試験を行った。この頃、ヨーロッパではナチス・ドイツがチェコスロバキアに圧力をかけてズデーデン危機が勃発、戦争の危機が迫っていた。9月1日、アメリカ合衆国海軍省は非常事態に備えて、「サバンナ」以下ブルックリン軽巡洋艦7隻と駆逐艦部隊で臨時大西洋艦隊を編製すると発表した。米国避難民保護の任が「ナッシュビル」と「ホノルル」に与えられたあと、「サバンナ」と駆逐艦「サマーズ」にヨーロッパ行きの命令が下った。
9月26日にフィラデルフィアを出航してイギリスへ向かい、10月4日にポーツマスへ到着した。しかし、ミュンヘン会談の結果一時的に緊張は緩和されたため、「サバンナ」は10月18日にバージニア州ノーフォークに戻った。カリブ海での冬季演習後、「サバンナ」は1939年4月12日から20日まで、艦名の由来であるジョージア州サバンナを訪れた。5月26日にノーフォークを出航、6月1日にパナマ運河を通過した「サバンナ」は17日に西海岸のカリフォルニア州サンディエゴに到着した。母港はすぐにロングビーチへ移された。
「サバンナ」は1940年5月21日に真珠湾へ到着し、その後11月8日までハワイ周辺海域での即応任務及び訓練に従事した。8月8日、艦長がアンドリュー・C・ベネットに交代。「サバンナ」は11月14日にロングビーチへ帰還し、その後間もなくサンフランシスコ湾のメア・アイランド海軍造船所でオーバーホールを受けた。「サバンナ」は1941年1月27日に真珠湾へ帰還し、5月19日までアメリカ海軍のハワイ海域部隊に留まった。その後パナマ運河を通過してキューバ経由でボストンに向かい、1941年6月17日に到着した。
「サバンナ」は第8巡洋艦部隊（CruDiv 8）旗艦として、北はバージニア岬の海岸から南はキューバに至るまでの海域で中立パトロールを行った。1941年8月25日に「サバンナ」はノーフォークを出航し、航空母艦「ワスプ」の護衛としてトリンダデ島とマルティン・ヴァス諸島までの南大西洋を哨戒した。その後、任務群はバミューダから北上してニューファンドランドのアルジェンシャ海軍基地に向かい、「サバンナ」は9月23日に到着した。続く8週間、「サバンナ」はメイン州カスコ湾またはニューヨークでの補給を除き、イギリス諸島から数百マイル以内までイギリス商船や連合軍の船団を護衛した。

### 北大西洋
1941年12月7日（日本時間8日）に日本海軍が真珠湾を攻撃したとき、「サバンナ」はニューヨーク港にいた。同日、メイン州カスコ湾に向けて出航し、そこからバミューダを経由してブラジルに航行、1942年1月12日にレシフェに到着した。「サバンナ」は航空母艦「レンジャー」の護衛に参加し、バミューダ北方の大西洋を哨戒した。この島は「サバンナ」の一時的な拠点となり、フランス領西インド諸島のマルティニークとグアドループに拠点を置くヴィシー政権のヴィシー軍の艦艇を監視した。
カリブ海国境エリアはジョン・H・フーヴァー提督の第10海軍管区が統括しており、マルティニークを巡ってフランス植民地、ヴィシー・フランス、アメリカ合衆国で外交と交渉が繰り広げられた。マルティニークのフランス艦隊は武装解除され、「サバンナ」は6月7日にバミューダのシェリー湾を出航し、2日後にオーバーホールのためボストン海軍工廠に入った。作業は8月15日までに完了した。6月12日、「サバンナ」には新たな艦長レオン・S・フィスクが着任した。「サバンナ」はチェサピーク湾で北アフリカ戦線での反攻作戦（トーチ作戦）に備えるための即応演習に向かった。

### 北アフリカ

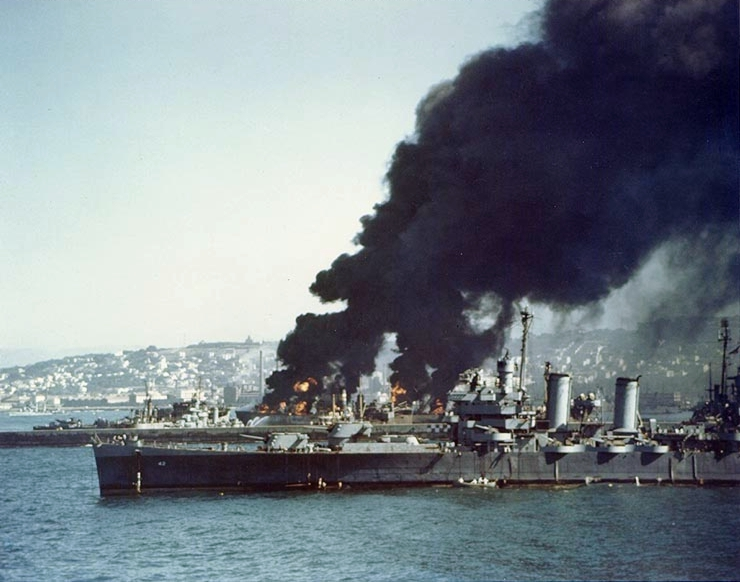
アルジェ港において空襲で炎上するリバティ船を背景に撮影された「サバンナ」。1943年7月16日。

トーチ作戦において、「サバンナ」はヘンリー・K・ヒューイット提督の西部海軍機動部隊の一部となり、フランス保護領モロッコの大西洋岸の異なる3つの地点に約35,000名の兵士と250両の戦車を上陸させることになった。モンロー・ケリー少将が指揮する北方攻撃群の一部として、「サバンナ」は1942年10月24日にノーフォークを出航、4日後にレース岬の南南東約450 mi（720 km）地点で西部海軍機動部隊と合流した。機動部隊は、外縁側の護衛を含めて約20～30 mi（30～50 km）の領域をカバーし、それまでにアメリカ合衆国が派遣した最大の艦隊となった。1942年11月7日から8日にかけての夜、真夜中少し前に、3個任務群がモロッコ沿岸の3ヶ所の地点に接近してトーチ作戦を開始した。「サバンナ」の北方攻撃群は、ルシアン・K・トラスコット准将の65両の軽戦車を含む9,099名の将兵を、メディアの両側にある広く離れた5ヶ所の海岸へ上陸させることになっていた。彼らの目標は、ポール・リョーテとその全天候型飛行場であるワディ・セブ飛行場、そしてサレ飛行場であった。
1942年11月8日の朝、「サバンナ」はカスバの近くで陸軍部隊の上陸用舟艇を砲撃していたヴィシー・フランス軍の砲に対して砲撃を開始した。また、駆逐艦「ロウ」に砲撃を始めた砲台を一時的に沈黙させ、災厄を回避することができた。翌朝までに、サバンナの6インチ (150 mm)砲はカスバ要塞の2門の5.4インチ (140 mm)砲のうちの1門に直撃させ、もう1門も沈黙させた。同日、「サバンナ」の水上偵察機は、衝撃で起爆するように設定した爆雷でいくつかの敵戦車隊を爆撃することに成功した。偵察機は毎日約8時間の飛行を続け、他の沿岸目標を攻撃するとともに対潜哨戒も行った。「サバンナ」の偵察機は駆逐艦「ダラス」に砲撃していた敵の砲台を見つけ、2発の爆雷で砲台を無力化した。この行動により、「ダラス」はポート・リャウテイ近くの空港至近にある障害物だらけのワディ・セブへ陸軍強襲大隊を安全に上陸させたとして、殊勲部隊章を受章することができた。
1942年11月10日の朝、「サバンナ」の偵察機はラバト道路で再び敵戦車を爆撃し、機銃掃射を行った。さらにこの日、「サバンナ」は艦砲射撃によって陸軍の前進を助けた。戦闘は11月11日の休戦によって終結したため、4日後に「サバンナ」はアメリカ本土へ向かい、11月30日にノーフォークに到着した。ニューヨークでの短い修理の後、「サバンナ」は12月25日に出航して南大西洋における哨戒に参加し、1943年1月7日にブラジルのレシフェへ到着した。2月17日、艦長がロバート・W・ケアリーに交代した。

### 南大西洋
ブラジル沖での「サバンナ」の主な任務は、南大西洋でドイツの封鎖突破船を破壊することだった。護衛空母「サンティー」及び護衛の駆逐艦とチームを組み、「サバンナ」は1943年1月12日に長期哨戒へ出撃したが、結局会敵はなかった。「サバンナ」は2月15日にレシフェへ戻り、21日に再び封鎖突破船捜索に出撃した。1943年3月11日、彼女は駆逐艦「エバール」とともに任務群を離れ、「サンティー」の艦上機によって発見された不審船の調査に向かった。
その不審船、すなわちドイツ海軍の乗員が「カリン」と呼んでいた元オランダ船「コタ・チャンディ」に対し、2隻のアメリカ艦が船首を挟むように砲弾を撃ち込んで停止させた。「エバール」からの移乗隊が乗船したちょうどその時、「カリン」の乗員が船を放棄する直前に仕掛けた強力な時限爆弾が爆発した。移乗隊の11名の水兵が殺されたが、「サバンナ」のボートの1隻が3名を海から救助した。「サバンナ」は72名のドイツ水兵を乗せ、捕虜として甲板下に収容した。哨戒を終えた「サバンナ」は1943年3月28日にニューヨークへ帰還し、地中海における次の任務に備えてオーバーホールを受けた。

### シチリア
「サバンナ」は1943年5月10日にノーフォークを出航し、アルジェリアのオランへ向かう陸軍兵員輸送船の護衛にあたった。5月23日に到着し、その後シチリア島南岸のジェーラ近郊へ上陸する水陸両用作戦であるハスキー作戦の準備を開始した。そこの崖っぷちの海岸は重砲を据えた沿岸防衛砲台で覆われており、ジェーラ川河口から東に約1 mi（2 km）にある5,000 yd（4,600 m）の海岸以外には上陸地点を見つけることができなかった。さらに海岸の先の台地には、ドイツ空軍のヘルマン・ゲーリング降下装甲師団が、他のドイツ軍やイタリア軍とともに、上陸部隊へ反撃する準備ができていた。
「サバンナ」と姉妹艦「ボイシ」はジェーラの戦いに参加した。1943年7月10日の夜明け前、本艦はアメリカ第1歩兵師団のレンジャー大隊に砲撃支援を提供した。夜明けの陽光が射すとすぐに、「サバンナ」は2機の偵察機を発進させた。ところが、ドイツ空軍のメッサーシュミット Bf109が彼らを迎撃し、致命的な結果をもたらした。C・A・アンダーソン大尉は飛行中に死亡したが、無線手エドワード・J・トゥルーは損傷した偵察機を海上に不時着させることができた。トゥルーは、機体が海に沈んだ直後に救助された。その日、「サバンナ」の4機の偵察機のうち3機が撃墜されてしまった。
1943年7月11日の朝、「サバンナ」はジェーラに通じる道路の2地点で艦砲射撃要請に応えた最初の軍艦であった。本艦は数台の戦車を撃破した後、砲火をブテラ道路に移し、前進するアメリカ歩兵を支援した。すぐに敵味方が入り乱れる混戦となり、砲撃が介入できなくなった。それでも「サバンナ」は午後遅くにさらに多くの戦車を破壊し、日没までにレンジャー部隊がイタリア歩兵の攻撃を撃退するのを助けた。翌朝、「サバンナ」はブテラに向かって前進する陸軍部隊を500発以上の6インチ砲弾で支援したほか、船医と衛生兵が41名の負傷した歩兵に治療を行った。「サバンナ」ははるか内陸の敵集結地も砲撃し、また丘の高所に陣取っていた砲兵隊も砲撃した。
1943年7月13日、「サバンナ」は砲撃支援要請を1度だけ受けた。これにブテラの丘の町へ数回の一斉砲撃をもって応えた。「サバンナ」は、第1歩兵師団が内陸部へ進軍する前に敵歩兵の攻撃を3回撃破し、4個砲兵隊を沈黙させ、そして砲撃によってイタリア軍の士気を挫いたことに感謝された。翌日、「サバンナ」はアルジェに向けて出航した。1943年7月19日にシチリア島へ戻り、アメリカ第7軍のシチリア島東岸と北岸沿いにおける進軍を支援した。7月30日、ライアル・A・デビッドソン少将の将旗を掲げた「サバンナ」はシチリア島北岸のパレルモに到着し、引き続き火力支援を行った。本艦の砲は8月1日から4日にかけて港を襲撃する敵機を撃退するのに役立った。8月8日、「サバンナ」の任務部隊は、モンテ・フラテッロ東9マイルの海岸へ上陸する砲兵と戦車を含む第30連隊戦闘団を支援した。

### サレルノ
「サバンナ」は1943年8月10日にアルジェへ戻り、イタリア本土サレルノへ上陸するアヴァランチ作戦に向けてアメリカ陸軍部隊と訓練を行った。9月5日にアルジェリアのメルス・エル・ケビールを出撃した「サバンナ」の南方攻撃部隊は、8日の真夜中数時間前にサレルノ湾へ入った。「サバンナ」は、サレルノ湾のドイツ軍沿岸防衛施設に対して砲撃を開始した最初のアメリカ艦だった。「サバンナ」は57発の砲弾で列車砲を沈黙させたほか、敵戦車を退却させ、その日さらに8回の火力支援任務を完遂した。11日の朝まで地上部隊にとって貴重な支援を続けたが、この活動は突然中断を余儀なくされた。
高空を飛ぶドイツ軍機によって投下された無線誘導爆弾フリッツXが、姉妹艦「フィラデルフィア」から49 ft（15 m）の距離で爆発した。「サバンナ」は、KG 100所属のDo 217 K-2爆撃機が太陽の方角から接近してきたため、速度を20 kn（23 mph, 37 km/h）に上げた。アメリカ陸軍航空軍のP-38ライトニングと「サバンナ」の対空砲手は、18,700 ft（5,700 m）で飛ぶこの敵機を追跡したが、煙を引きながら飛んできたフリッツXを止めることができなかった。爆弾は「サバンナ」の第3砲塔の装甲天蓋を貫通し、3層の甲板を貫通して下部の弾薬取扱室に入り、そこで爆発した。爆発は竜骨に穴を開け、艦の左舷側継ぎ目を引き裂いた。少なくとも30分間、砲塔とその下部給弾機構で二次爆発が続き、消火活動を妨げた。
ダメージコントロールを行った「サバンナ」の乗員は、浸水したり炎上した区画をすぐに閉鎖し、艦の傾斜を修正した。救難曳船の「ホピ」と「モレノ」の支援を受けて、大破した「サバンナ」は1757時までに自力で航行し、マルタ島に向かった。「サバンナ」はこの被弾によって206名の乗員を失った。13名の水兵が重傷を負い、さらに4名が水密区画内に60時間閉じ込められた。これらの4名の水兵は、9月12日に「サバンナ」がマルタ島バレッタのグランド・ハーバーに入港するまで救助されなかった。緊急修理が完了した後、「サバンナ」は1943年12月7日にマルタ島を出航し、チュニス、アルジェ、バミューダを経由してフィラデルフィア海軍造船所に向かった。12月23日に到着し、続く8ヶ月間大規模な修理作業を受けた。この修理に併せて「サバンナ」には近代化改修も実施されることになった。前部上部構造物が改造されたほか、副砲が従来の開放式5インチ単装砲8門から5インチ/38口径連装砲塔4基に置き換えられ、最新の20mm及び40mm対空砲も設置された。新たな砲熕兵装に加えて、新型の対空及び対水上捜索射撃レーダーも受領した。これらの改装によって、「サバンナ」はブルックリン級の姉妹艦よりも、次級であるセントルイス級に似た艦容となった。

### その後の戦時活動

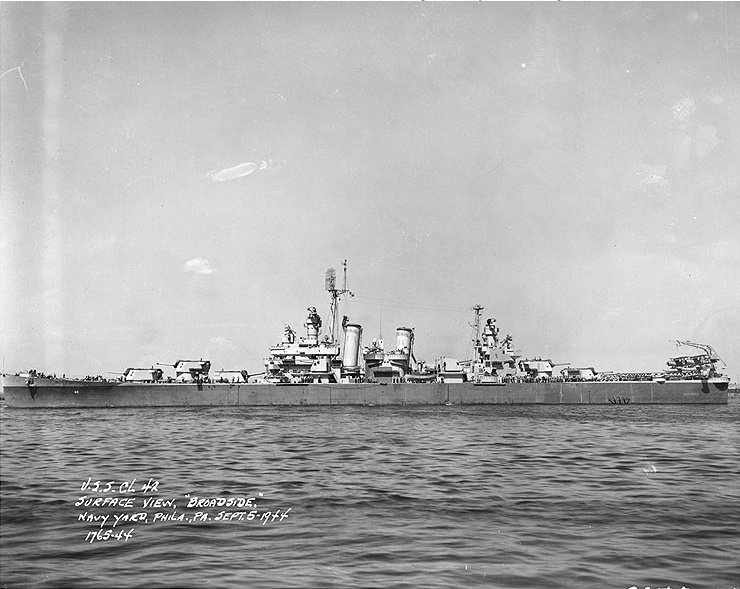
修理と近代化改修後、1944年9月5日にフィラデルフィアで撮影された「サバンナ」。

海軍工廠における「サバンナ」の損傷修理と兵装の更新は1944年9月4日に完了した。しかしながら、本艦は戦争の残りの期間、戦闘地域に送られることはなかった。翌日にフィラデルフィアを出航し、9月10日に艦隊作戦訓練司令部司令官の指揮下へ入ると、整調巡航および水兵の戦技回復訓練を行った。1944年10月12日にノーフォークへ帰還し、第8巡洋艦部隊との即応訓練に参加した。「サバンナ」は1945年1月21日に出航し、アメリカ大統領フランクリン・ルーズベルトを地中海に運んでいた重巡「クインシー」と合流する。ルーズベルトはイギリス首相ウィンストン・チャーチル及びソビエト首相ヨシフ・スターリンとヤルタ会談に出席するためソビエト連邦のクリミア半島ヤルタに向かっていた。
「サバンナ」は1945年2月2日にマルタ島バレッタのグランド・ハーバーに入港した。そこでルーズベルトと彼の一行は下船し、飛行機でヤルタに向かった。マルタ島では、サレルノ沖での爆撃で戦死した「サバンナ」の水兵と海兵隊員の墓で追悼式が行われた。「サバンナ」は1945年2月9日にマルタ島を出航し、ルーズベルトが2月12日に「クインシー」へ戻るのを待つためにエジプトのアレクサンドリアに向かった。大統領を乗せた艦隊は2月15日にアレクサンドリアを出発し、2月27日にバージニア州ハンプトン・ローズに到着した。「サバンナ」は翌2月28日に港を出て、3月8日には新たな母港となったロードアイランド州ニューポートに向けて出航した。1945年5月24日まで、「サバンナ」は未就役の軍艦で中核となるべき乗員の練習艦として使用された。

### 戦後
ニューヨークを訪問し、40mm対空砲用のレーダー照準火器管制装置を設置した後、「サバンナ」はフランク・E・ビーティ少将指揮下の士官候補生訓練戦隊の旗艦となった。「サバンナ」は1945年6月7日にメリーランド州アナポリスを出航し、400名以上の士官候補生を乗せて海上訓練を行った。キューバへの2回の巡航と帰還の後、「サバンナ」は9月30日にアナポリスで士官候補生を退艦させると、別の士官候補生を乗せて10月1日にフロリダ州ペンサコーラに向け出航した。1945年10月25日から30日まで、海軍記念日の祝賀行事を自身の命名元であるサバンナで過ごした。その後11月1日にノーフォークへ帰還し、数十万人の海外在留軍人を復員させる大規模なマジック・カーペット作戦での任務に備えた。「サバンナ」は1945年11月13日にノーフォークを出航し、11月20日にフランスのル・アーヴルに到着した。翌日、士官67名と下士官兵1,370名を乗せて出航し、11月28日にニューヨークに到着した。12月17日には再度同様の航海を終えた。「サバンナ」の母港は1945年12月19日にフィラデルフィア海軍造船所に移され、不活性化のオーバーホールが行われた。1946年4月22日に予備役艦隊入りし、1947年2月3日に退役した。
本艦は、ブルックリン級軽巡洋艦の中でバルジ、5インチ38口径連装砲、Mk.37 砲射撃指揮装置を装備して近代化された2隻のうちの1隻だったが、姉妹艦のほとんどが南米の海軍に売却された後もアメリカ海軍に保持された。1959年3月1日に海軍艦艇名簿から除籍され、1960年1月6日にスクラップとしてベスレヘム・スチール・カンパニーに172,090ドルで売却された。1960年1月25日、「サバンナ」の艦体は完全に海軍の管理下を離れたことが宣言された。

## 文学と大衆文化において
『The Battle of Sicily : How the Allies Lost Their Chance for Total Victory』（Mitcham・von Stauffenberg共著, 1991年）は、1943年7月11日のシチリア島ジェーラへの水陸両用作戦における「サバンナ」の戦いぶりについて、15門の6インチ砲から砲弾500発をイタリア陸軍リヴォルノ師団へ発射し、アメリカ陸軍レンジャー大隊に対する攻撃の背後を打ち砕き、400名のイタリア兵を捕虜にすることを可能にしたと述べている。『Rangers Lead the Way』 (Taylor著, 1996年) は、この行動で「サバンナ」を「レンジャー御用達の巡洋艦」と形容した。著者のテイラーはまた、「サバンナ」が12マイル離れたところからドイツ軍に艦砲射撃を加え、アメリカ軍がジェーラを見下ろす最初の高地を占領できるようにしたと評価している。
1980年公開の戦争映画『最前線物語』（原題：The Big Red One）では、海を背に洞穴へ陣取ったリー・マーヴィン演じる軍曹の分隊にヘルマン・ゲーリング降下装甲師団が接近してきた際、数マイルも沖合から敵の砲兵隊に艦砲射撃を加えた「サバンナ」を、「海軍が俺たちの尻を救ってくれた」と叫びながら称賛するシーンがある。

## 記念と賛辞
サバンナでは、米国プロペラクラブが「サバンナ」の名を冠した5隻の艦船の記念噴水を設置している。噴水の北壁にある右端の飾板は軽巡洋艦「サバンナ」のものである。
- サバンナのバーナードストリート、ウェストリバー通りにある記念噴水。
- 記念噴水に設置されている軽巡洋艦「サバンナ」の飾板を拡大した写真。

2013年後半、サバンナの海洋船舶海事博物館は、「サバンナ」のサレルノ上陸作戦参加70周年を記念する展示を開催した。その後、博物館は『Battle Voices — Salerno, Italy 1943』と題したオンライン賛辞を掲載し、写真、ニュース映画、艦の召集名簿、乗員・従軍記者・「サバンナ」の総員配置の物語からの引用が含まれていた。『サバンナ・モーニング・ニュース』は2013年の報道で、2006年におそらく最後となる35回目の「サバンナ」の戦友会が開催され、約20名の元乗員が参加したと伝えている。
2018年後半、サレルノ上陸作戦75周年を記念して、サバンナの海洋船舶海事博物館はニュース映画のカットや現存する遺物など、『An Irregular Morning』と題した記念展示を行った。
博物館に収蔵されている「サバンナ」のビルダーズモデル。竣工時の姿であり、改装後とは武装が異なる。
- 艦首から。
- 右舷から。
- 艦尾から。
- 「サバンナ」の船鐘。

## 栄典
「サバンナ」は第二次世界大戦の戦功で3個の従軍星章を受章した。また、以下の勲章を授与された。
- 戦闘交戦リボン（英語版）
- アメリカ防衛軍務勲章・・・「A」略章付き
- アメリカ戦役勲章
- ヨーロッパ・アフリカ・中東戦役勲章（英語版）・・・星章3個付き
- 第二次世界大戦戦勝記念章

### 注
1. ↑  マルティニーク諸島で事実上抑留されていたのは、空母「ベアルン」、巡洋艦「エミール・ベルタン」と「ジャンヌ・ダルク」などであった[10]。
2. ↑  1943年9月8日、バドリオ伊首相は連合国に降伏を申し入れ、そしてドイツ軍のイタリア進駐（英語版）があった[14]。イタリア艦隊も大部分が連合国に投降したが、9月9日にフリッツXの攻撃で戦艦「イタリア（リットリオ）」が小破、戦艦「ローマ」が沈没した[15]。
3. ↑  第一次ソロモン海戦で撃沈された重巡「クインシー」[16]の襲名艦。